# Estriol
L'estriol en anglès oestriol és un dels tres principals estrogens produïts pel cos humà.

## Síntesi

Human esteroidogènesi, mostrant l'estriol a sota a la dreta.

L'estriol (E3) només es produeix en quantitats significatives durant l'embaràs i es fa en la placenta del sulfat de 16-hidroxidehidroepiandrosterona (16-OH DHEAS), un esteroide androgen fet en el fetge del fetus i les glàndules adrenals.
La placenta humana produeix pregnenolona i progesterona del colesterol circulant. La placenta converteix el 16-OH DHEAS a estriol, i és el lloc predominant de la sintesi de l'estriol.

## Ús terapèutic
En dones embarassades amb esclerosi múltiple l'estriol en redueix molt els símptomes, according to researchers at UCLA's Geffen Medical School.
L'estriol pot ser un estrogen fort o feble depenent de la forma de la seva administració en combinació amb l'estradiol. L'estriol pot tenir un paper en el desenvolupament del càncer de pit. No s'ha confirmat el seu ús com a estrogen terapèutic.
En l'orina i sang materna es fa servir com indicador de la salut del fetus.
.